# Boicot al jugo de naranja de Florida de 1977-1980
El boicot al jugo de naranja de Florida de 1977-1980 fue una protesta LGBT contra el activismo anti-gay de Anita Bryant y la campaña Save Our Children. El boicot duró desde enero de 1977 hasta el despido de Bryant de la Comisión de Cítricos de Florida en 1980.

## Antecedentes
El 7 de junio de 1977, Anita Bryant y su campaña derogaron con éxito la ordenanza antidiscriminación de Miami en un referéndum ganado por un margen de 69 a 31 por ciento. Sin embargo, la comunidad gay tomó represalias contra ella formando la Coalición por los Derechos Humanos y la Campaña de Victoria de Miami. En ese momento, Bryant era famosa por su jingle publicitario para empresas de jugo de naranja.

## Desarrollo
La Coalición por los Derechos Humanos y la Campaña de Victoria de Miami organizaron un boicot al jugo de naranja en oposición a Bryant y su campaña. Los bares gay de toda América del Norte dejaron de servir destornilladores y los reemplazaron con el «cóctel Anita Bryant», que se preparaba con vodka y jugo de manzana. Además, se vendieron productos como botones, pegatinas para los parachoques y camisetas con lemas como «Un día sin derechos humanos es como un día sin sol» en referencia al lema publicitario Breakfast without orange juice is like a day without sunshine (en español «un desayuno sin jugo de naranja es como un día sin sol»). Las ventas y las ganancias se destinaron a activistas de los derechos de los homosexuales para ayudar a financiar su lucha contra Bryant y su campaña.
En San Francisco, la agrupación San Francisco Tavern Guild distribuyó carteles que decían: «Para promover los derechos humanos, este establecimiento no sirve jugo de naranja de Florida ni jugo de naranja concentrado». Según la historiadora Emily S. Johnson, el boicot reunió a activistas de derechos LGBT de todo el país que pudieron «boicotear el jugo de naranja de Florida en una muestra de solidaridad».
La Comisión de Cítricos de Florida apoyó públicamente a Bryant; sin embargo, el director de publicidad de la compañía dijo a Associated Press: «Todo el asunto de Anita es un desastre. No importa lo que decidamos, sólo vamos a perder. Ojalá ella simplemente renunciara». El boicot fue apoyado por celebridades, entre ellas Jane Fonda, Paul Williams y Vincent Price, quien bromeó en una entrevista televisiva diciendo que Una mujer sin importancia de Oscar Wilde se refería a ella.
En 1980, la comisión canceló el contrato de 10 años de Bryant después de un divorcio público y amargo, aunque Bryant afirmó que había sido «incluida en la lista negra».